# Морска црнка
Морска црнка (лат. Aythya marila) средње је величине врста патке из потпородице ронилица, а већа од сродне северноамеричке морске црнке (Aythya affinis). Летње месеце проводи на гнежђењу на Аљасци, северној Канади, Сибиру и крајњем северу Европе. Током зиме мигрира најуг дуж обале Северне Америке, Европе и Јапана. У Србији се среће на Дунаву, којим путује до Црног мора.
Мужјак морске црнке је већи и има заобљенију главу од женке. Оба пола имају плаби кљун и жуте очи. Глава је црна са зеленкастим сјајем, груди црне, стомак бео, а на крилима се уочава бела пруга. Женке су углавном браон са белом пругом на крилима. Имају затупаст кљун и бело лице.
Морска црнка се гнезди близу воде, најчешће на језерским острвима или плутајућим бусеновима водене вегетације. Са гнежђењем почиње у другој години живота, а гнездо прави у првој. Мужјаци имају комплесно удварање, које креће на повратку са зимовалишта и завршава се формирањем моногамне везе. Женка полаже од шест до девет маслинасто зелених јаја. Инкубација траје од 24 до 28 дана. Пачићи су по излегању покривени паперјем и спососни да прате своје мајке у потрази за храном одмах по излегању (прекоцијални младунци).
Морска црнка једе водене мекушце и инсекте, до којих стижу зарањањем. Формира велике групе које се називају "сплавови" и могу бројати преко хиљаду јединки. Главни угрожавајући фактор је човекова потреба за развојем и у том смислу уништавање станишта, мада су и плен совама, америчким творовима, ракунима, лисицама, којотима, а међу предаторима је и човек. Популација морске црнке опада од 1980-их, међутим по IUCN црвеној листи, она се сматра врстом од најмањег ризика за нестанак.

## Таксономија
Име врсте потиче од речи грч. aithuia, термина за непознату морску птицу (патку, њорку или неку другу морску птицу) помињану од стране Аристотела. Специјски део имена врсте потиче од речи стгрч. marila, што значи "угљен, ужарени ћумур" или "угњена прашина". Морска црнка је први пут описана од стане Карла Линеа године 1761. Мужјак морске црнке из Америке се разликује од европског и азијског мужјака по интензитету ситне испруганости тела (црволика испруганост белог дела тела) на плашту и покрову горњег дела крила и сматрају се одвојеним подврстама: северноамеричка A. m. nearctica и европска или номинална A. m. marila . Женке обе подврсте се не могу одвојити. Базирано на морфолошким разликама, плеистоценска палеоподврста Aythya marila asphaltica је описана од стране Серебровског године 1941. из фосила пронађених у Бинагади региону у Азербејџану.
Истраживања филогенетике, скелетне анатомије лобање и коже на паткама ронилицама су показала да су морска црнка и америчка морска црнка најближи сродници, а њима најближа је ћубаста патка.

## Опис
Одрасла морска црнка је 39–56 цемтиметара дугачка, са распоном крила 71–84 цм и масом тела од 726 до 1360 грама. Има плави кљун и жуте очи и 20% је тежа и 10% дужа од сродне, америчке морске црнке. Мужјак има црнуи главу са зеленим сјајем, црне груди, светлија леђа, црн реп и беле бокове. Мужјак је већи од женке и има округлију главу. Стомак и бокови мужјака су блештаво бели. Врат, груди и реп се пресијавају, док је доња страна бокова сивкасто испругана (црволика испруганост белог дела тела). Горњи део крила има беле пруге које крећу од крилног огледала и преко летних пера и иду све до врхова крила. Стопала и ноге су у оба пола сиве боје. Одрасла женка има браон главу и тело, са белим деловима на крилима, слићно као код мужјака, само загаситије. Има белу овалну флеку на лицу око базе кљуна, који је мало загаситије плаве боје него кљун мужјака. Млада морска црнка је слична женки. Прелазна форма мужјака морске црнке (еклипсна форма) је јако слична гнездећој форми, само су бели делови у гнездећој форми сивкастији и загаситији у еклиспној форми. Идентификација и одвајање америчке морске и морске црнке може бити јако тешко на терену. Једина разлика је у томе што је код морске црнке глава заобљенија, а бела пруга на крилу упечатљивија.

## Распрострањење и станиште
Морска црнка има циркумполарно распрострањење, са гнездећим ареалом у арктичком поларном кругу како Старог Света (Палеарктик) тако и Северне Америке (Неоарктик). Летње месеце проводи на Аљасци, Сибиру и северним деловима северне Европе, али је током целе године присутна у Азији на Алеутским острвима. Гнездећа станишта су мочваре тундре и острва на слатководним језерима. На јесен, популације морксе црнке крећу на сеобу ка југу, где проводе зиму. Зими се дуж обале Пацифика и Атлантика у Северној Америци, северној Европи, на Каспијском и Црном мору и у Јапану на Жутом и Источном Кинеском мору, окупља већи број птица. Током зимских месеци се виђа у заливима, естуарима, језерима централне Европе и Северне Америке
Морска црнка се у Европи гнезди на Исланду, северним обалама Скандинавског полуострва, укључујући већи део северног Балтичког мора, високе планине Скандинавије и области које су близу Северног леденог океана у Русији. Птице проводе зиму на Британским острвима, у северној Норвешкој, јужним деловима Шведске и северној Пољској, укључујући и Данску, Апле, источне обале Јадранског мора, северне и западне обале Црног мора и југозапад Каспијског мора, али се среће и на већим слатководним рекама попут Дунава, где се у Србији бележи појављивање ове врсте.
У северној Америци морска црнка зимује у Њуфаундленду и Лабрадору, Унгава заливу, Хадсон заливу, Винипег језеру, северном Јукону, Манитоби и северном Саскачевану. Зимује дуж обала северне Америке од Британске Колумбије на југу до Баја полуострва и Нове Шкотске и Њу Брансвика јужно до Флориде, али и на обалама Великих језера и Мексичког залива.

## Понашање

### Гнежђење
Морска црнка се гнезди у тундрама и бореалним шумама. Процењено је да се 75% северноамеричке популације гнезди на Аљасци. Типично место за гнежђење су језерска острва. Морска црнка са гнежђењем креће у другој календарској години живота, мада са прављењем гнезда креће у првој. Мужјак морске црнке има мекан и брз звиждук којим дозива женке током сезоне удварања, која креће од краја зиме до раног пролећа, на путу до гнедилишних места са зимовалишта. Женка има једноставан звиждук, храпав “аррр-аррр-аррр-аррр-аррр”. Удварање је комплесно и завршава се формирањем моногамног пара. Парови се гнезде јако густо, најчешће близу воде, на острвима или обалама или сплавовима плутајуће вегетације. Гнездо је плитко удупљење које прави женка и обложено њеним доњим перјем које чупа са стомака, како звог облагања гнезда, тако и због лакше инкубације јаја. Пошто снесе јаја, мужјак напушта женку и одлази са осталим мужјацима на изолована језера где креће са митарењем. Ова "мужјачка" језера могу бити близу али и јако далеко од гнездећих територија и најчешће су плитка са изобиљем хране и заштићена густом вегетацијом. Женка полаже шест до девет маслинасто зелених јаја, које она инкубира 24–28 дана. Гнезда са великим бројем јаја (више од 9) могу бити због паразитизма гнезда од стране припадника исте или других врста патака. Пачићи су по излегању прекривеним перјем и врло брзо су способни да прате мајке у потрази за храном, пливају и једу самостално. За лет су способни 40–45 дана после излегања. Пачићи су јако осетљиви и угрожени док су мали, па их мајка опрезно чува од предатора.

### Исхрана
Морска црнка рони у потрази за храном, коју једе на површини. Најчешће се хране мекушцима, воденим биљкама и инсектима. Током летњих месеци у исхрани доминирају мали рачићи. Постоје подаси како морска црнка једе леопард жабе (чије је тело дугачко око 5 цм) и које је извукла са насипа поред језера. У слатководним екосистемима, морска црнка једе семена биљака, лишће, стабљике и корење трске, јерзерске траве и америчке валеријане. Својим пловним кожицама, разапетим на прстима стопала, може ронити до 6 метара дубине и остати под водом до једног минута и сакупљати храну која је недоступна осталим врстама патака. Формира велика јата, која могу бројати и више хиљада птица.

## Фактори угрожавања
Главни предатори морске црнке су сове, амерички творови, ракуни, лисице, којоти и човек. Морска црнка је често жртва рибарских мрежа, па се велики број њих дави сваке године на такав начин. Осетљиваје на птичији грип, па свака епидемија грипа може десектовати популације на глобалном нивоу.
Иако се суочава са разним угрожавајућим факторима, највећу опсасност представљају нестанак станишта, узроковано сталном потребом за развојем човекове економије. Митаре се током зиме и тада су подложне инфекцијама оргахским хлоридима из воде. Изливање нафте и нафтних деривата такође је један од угрожавајућих фактора. Будући да је 80% популације на зимовању близу или у урбаним зонама Атлантика, оне су подложне тровању органским материјама, праћене акумулацијом тешких метала у стаништима и храни.
У узорку од 107 морских црнки, где је праћена акумулација гвожђа, цинка, мангана, бакра, кадмијума, кобалта и никла у меканим ткивима, установљене су различите концентрације ових полутаната у зависности од типа ткива. У бубрезима се акумулира највећа количина кадмијума, у јетри олово и манган, желудац сакупља највеће концентрације цинка, а плућа и јетра акумулирају гвожђе. Нема разлике када се упореде акумулације ових метала међу половима.

## Заштита
Морска црнка се сматра најмање угроженом од стране IUCN Redlistа. Од 1980-их, популација морске црнке полако опада. Основни узрок томе је губитак станишта, загађење водотокова, промене у гнездилиштима и нижа стопа преживљавања женки. Године 2010. је пребројана популација америчких популација морске црнке и оцењено је да тамо живи око 4,2 милиона птица, док је на глобалном ниво бројност оцењена на 1.200.000 до 1.400.000 одраслих јединки.

## Контакт са људима
Морске црнке су популарна ловина у Северној Америци и Европи. Лове се у Данској, Грчкој, Немачкој, Француској, Великој Британији и Ирској, и Ирану у Азији. Лове се искључиво пушкама јер не прилазе обалама да би се ловиле на другачији начин, а својом брзином лета до 121 km на сат, представња изазов за ловце.